# Konrad I (hrabia Luksemburga)
Konrad I (ur. ok. 1040 r., zm. 8 sierpnia 1086 r.)  – hrabia Luksemburga od 1059 r.
Był synem hrabiego w Luksemburgu Gizelberta. Objął Luksemburg po śmierci ojca w 1059 r. Był pierwszym władcą Luksemburga, który tytułował się "hrabią Luksemburga". W 1083 r. ufundował opactwo Münster w Luksemburgu. Próbował rozszerzyć granice swoich włości, co zaogniło rozpoczęty już przez jego ojca konflikt z arcybiskupami Trewiru. Dokonał nawet aresztowania jednego z arcybiskupów, ale obłożony klątwą musiał ustąpić i na znak pokuty udał się z pielgrzymką do Ziemi Świętej. Zmarł w drodze powrotnej z Palestyny. Następcą na tronie luksemburskim był jego syn Henryk III.
Konrad był prawdopodobnie dwukrotnie żonaty, najpierw z Ermezyndą, córką księcia Akwitanii Wilhelma VII Śmiałego, a następnie z Klemencją. Z pierwszego małżeństwa doczekał się następujących potomków:
- Adalbert, zm. 1097, prepozyt w Metzu, uczestnik I krucjaty
- Rudolf, zm. 1099, opat w St. Vanne
- Henryk, zm. 1096, hrabia Luksemburga
- Konrad, zm. ?
- Wilhelm, zm. 1129, hrabia Luksemburga
- Matylda, zm. ?, żona Godfryda, hrabiego Blieskastel
- Ermezynda, zm. 1143, żona Albrechta, hrabiego Dagsburg, a następnie Gotfryda, hrabiego Namur